# 달성군의회
달성군의회는 대구광역시 달성군 지역을 관할하는 기초의회이다.